# یواس‌اس کامبریا (ای‌پی‌ای-۳۶)
یواس‌اس کامبریا (ای‌پی‌ای-۳۶) (به انگلیسی: USS Cambria (APA-36)) یک کشتی بود که طول آن ۱۵۰ متر (۴۹۰ فوت) بود. این کشتی در سال ۱۹۴۲ ساخته شد.